# Tauernkogel (Granatspitzgruppe)
Tauernkogel är en bergstopp i Österrike.   Den ligger i bergsområdet Granatspitzgruppe i distriktet Lienz och förbundslandet Tyrolen, i den centrala delen av landet, 300 km väster om huvudstaden Wien. Toppen på Tauernkogel är 2 525 meter över havet. Tauernkogel ligger vid sjöarna  Fürlegsee och Weißsee.
Terrängen runt Tauernkogel är huvudsakligen bergig, men den allra närmaste omgivningen är kuperad. Runt Tauernkogel är det ganska glesbefolkat, med 26 invånare per kvadratkilometer.. Närmaste större samhälle är Matrei in Osttirol, 14,8 km söder om Tauernkogel. 
Trakten runt Tauernkogel består i huvudsak av gräsmarker.